# 빌 베일리
빌 베일리(Bill Bailey, 1964년 2월 24일 ~ )는 잉글랜드의 희극인, 음악가, 배우이다.

## 출연 작품
- 슈퍼맨 2
- 은하수를 여행하는 히치하이커를 위한 안내서
- 내니 맥피 2 - 유모와 마법소동 - 멕라디 역
- 버크 앤 헤어
- 샬레이걸 - 빌 역
- 피타가사우르스